# Менотти, Джанкарло
Джанка́рло Мено́тти (итал. Gian Carlo Menotti; 7 июля 1911, Кадельяно-Виконаго, Ломбардия, Варесе, Италия — 1 февраля 2007, Монте-Карло, Монако) — американский композитор, либреттист и педагог итальянского происхождения. Дважды лауреат Пулитцеровской премии (1950, 1955).

## Биография
Начал писать музыку в семилетнем возрасте, в одиннадцать написал первую оперу «Смерть Пьеро», но стал серьёзно заниматься музыкой в Миланской консерватории, куда поступил в 1923 году. В 1928 году вместе с матерью после смерти отца переехал в США, поступил в Кёртисовский институт музыки в Филадельфии, где впоследствии преподавал. Учился вместе с Леонардом Бернстайном и Сэмюэлом Барбером. Написал для Барбера, чьим спутником жизни был долгие годы, либретто оперы «Ванесса» (премьера 1958) и ещё нескольких опер.

## Творчество
Основной жанр Менотти — оперы, он сочинил их двадцать пять. Либретто трёх первых он написал по-итальянски, затем писал их только на английском. Ему принадлежат также балет, хоровые, симфонические и другие сочинения, несколько песен на собственные стихи.
В 1958 году основал (совместно с дирижёром Томасом Шипперсом) музыкальный Фестиваль двух миров в Сполето, а в 1977 — параллельный ему в Чарлстоне (Южная Каролина). Они во многом способствовали расширению публичного интереса к оперному жанру.

## Признание
- Стипендия Гуггенхайма (1946, 1947)[3]
- Пулитцеровская премия (1950, 1955)
- Награда Центра Кеннеди (1984)
- Звание «Музыкант года» (1991)

## Произведения

### Оперы
- Amelia al Ballo (1937)
- The Old Maid and the Thief, радио-опера (1939)
- The Island of God (1942)
- Медиум англ. The Medium (1946)
- The Telephone, or L’Amour à trois (1947)
- The Consul (1950, Пулитцеровская премия)
- Amahl and the Night Visitors, телевизионная опера на Рождество (1951)
- The Saint of Bleeker Street (1954, Пулитцеровская премия 1955)
- Maria Golovin (1958)
- Labyrinth, телевизионная опера (1963)
- The Last (1963)
- Martin’s Lie (1964)
- Help, Help, the Globolinks! (1968)
- The Most Important Man (1971)
- Tamu-Tamu (1973)
- The Egg (1976)
- The Hero (1976)
- The Trial of the Gypsy (1978)
- Chip and his Dog (1979)
- La Loca (1979)
- A Bride from Pluto (1982)
- The Boy Who Grew Too Fast (1982)
- Goya (1986, ред. 1991)
- The Wedding (Giorno da Nozze) (1988)
- The Singing Child (1993)

### Хоровые сочинения
- The Death of the Bishop of Brindisi (1963)
- Landscapes and Remembrances (1976)
- Missa O Pulchritudo in Honorem Sacratissimi Cordis Jesus (1979)
- Miracles (1979)
- A Song of Hope (An Old Man’s Soliloquy) (1980)
- Muero Porque No Muero, Cantata for St. Teresa, на стихи Святой Тересы (1982)
- For the Death of Orpheus (1990)
- Oh llama de amor viva, на стихи Сан-Хуана де ла Крус (1991)
- Jacob’s Prayer (1997)

### Балет
- Errand into the Maze (1947)